# Anastas Plasari
Anastas Plasari (ur. 1903 w Korczy, zm. 1982 w Tiranie) – albański pisarz oraz działacz komunistyczny.

## Życiorys
Pochodził z ubogiej prawosławnej rodziny. W młodości pomagał w pubie swojego wujka, zaangażował się następnie w działalność socjalistyczną i komunistyczną. Wyjechał do Rumunii w celu podjęcia studiów, przyjmując pseudonim Năstase Plasa lub Năstase Plasă. Zaangażował się w działalność Związku Młodzieży Komunistycznej (rum. Uniunea Tineretului Comunist), który był młodzieżówką Rumuńskiej Partii Komunistycznej.
W lutym 1925 roku został deportowany do Albanii, gdzie w Korczy zaangażował się w tworzenie komunistycznych związków zawodowych, publikował także w prasie artykuły o komunistycznym tonie. W 1929 roku został aresztowany i przez trzy lata więziony we Wlorze; został ułaskawiony przez króla Zoga I i przeprowadził się do Tirany. Z racji swojego doświadczenia w dziennikarstwie władca zezwolił mu na pracę w Ministerstwie Rolnictwa i w Ministerstwie Gospodarki, gdzie był odpowiedzialny za kontakty z prasą zarówno krajową, jak i zagraniczną; jednocześnie pracował też dla legalnie ukazujących się czasopism. Nie zrezygnował jednak z działalności komunistycznej; założył tajną komunistyczną grupę utrzymującą kontakty z rumuńskimi komunistami i z Kominternem.
Krótko po przejęciu władzy w Albanii przez Envera Hodżę Plasari przez krótki czas pełnił funkcję dyrektora Teatru Ludowego w Tiranie oraz Albańskiej Agencji Filmowej, otrzymywał także państwowe odznaczenia. W marcu 1946 roku został aresztowany pod zarzutami szpiegowania na rzecz Wielkiej Brytanii, sympatyzowania z socjaldemokracją oraz antyjugosłowiańskiej postawy; podczas przesłuchania był torturowany. Za Plasarim wstawiła się rumuńska minister spraw zagranicznych Ana Pauker, wskutek czego został wypuszczony na wolność i ponownie znalazł pracę w albańskim Ministerstwie Gospodarki. Po odwołaniu Pauker z pełnionej przez siebie funkcji w 1952 roku Anastas Plasari także utracił pracę. Następnie niejednokrotnie był aresztowany przez funkcjonariuszy Sigurimi.
Zmarł w 1982 roku w Tiranie. Opisał swoje wspomnienia, które jednak nie zostały opublikowane.

## Życie prywatne
Miał syna Aurela, także pisarza.